# Sentimentai
Sentimentai (litauisch für Gefühle) ist ein litauischsprachiger Popsong, der von der litauischen Sängerin Monika Liubinaitė, auch bekannt unter ihrem Künstlernamen Monika LIU, komponiert und interpretiert wurde. Mit dem Titel vertrat sie Litauen beim Eurovision Song Contest 2022 in Turin.

## Hintergrund
Im Dezember 2021 wurde bekanntgegeben, dass Liubinaitė an Pabandom iš naujo! 2022, der litauischen Vorentscheidung zum Eurovision Song Contest, teilnehmen werde. Der Name ihres Wettbewerbsbeitrages wurde kurz darauf veröffentlicht. Liubinaitė trug den Titel erstmals in der dritten Vorauswahl-Runde des Wettbewerbs am 22. Januar 2022 vor. Hierbei konnte sie sich für das Halbfinale qualifizieren. Durch das Halbfinale erreichte sie das Finale, das sie schließlich auch gewann. Alle drei Shows konnte sie mit der Höchstpunktzahl der Zuschauer und der Jury gewinnen.
Die Entscheidung zur Teilnahme an der Vorentscheidung sei spontan während Aufnahmen eines Albums in London entstanden. Sentimentai wurde von Liubinaitė getextet und komponiert. Produziert wurde das Lied von Miles James.

## Inhaltliches
Liubinaitė erklärte, dass sie mit dem Lied den Menschen in Europa zeigen wolle, wie die litauische Sprache klingt. Sentimentai handele von einer Frau, die in der Vergangenheit lebt. Die Interpretin erläutert, dass sie selbst gerne auf ihre Jugend zurückblicke und besondere Gefühle mit ihr verbinde. Außerdem bezieht sie sich im Lied auf die Dünen bei Nida.

## Veröffentlichung
Der Titel wurde am 18. Januar 2022 veröffentlicht. Für ein kommendes Album wurde eine neunminütige Version des Titels angekündigt. Kurz nach dem Sieg bei Pabandom iš naujo erschien ein Musikvideo, das unter der Leitung von Vytautas Jašauskas entstand.

## Beim Eurovision Song Contest
Litauen wurde ein Platz in der ersten Hälfte des ersten Halbfinale des Eurovision Song Contest 2022 zugelost, welches am 10. Mai stattfand. Am 29. März wurde bekanntgegeben, dass das Land die Startnummer 3 erhalten hat. Sentimentai ist nach Lopšinė mylimai aus dem Jahre 1994 der zweite Beitrag komplett auf Litauisch.
Das Land konnte sich erfolgreich für das Finale qualifizieren und erhielt die Startnummer 14. Im Finale am 14. Mai erreichte Litauen mit insgesamt 128 Punkten den 14. Platz.

## Chartplatzierungen
| ChartsChartplatzierungen | Höchstplatzierung | Wochen |
| ------------------------ | ----------------- | ------ |
| Litauen (AGATA)          | 1 (26 Wo.)        | 26     |